# Белое распятие
«Белое распятие» — картина Марка Шагала, созданная в 1938 году во время посещения им Европы. Была написана через две недели после трагической Хрустальной ночи. Полотно является частью коллекции Чикагского института искусств, которому его подарил известный чикагский архитектор Альфред Альшулер.

## История
Картина написана художником под влиянием впечатлений от преследования евреев в Центральной и Восточной Европе. Она не отражает реальную сцену, но аллегорически представляет события с использованием символов и рисунков. Будучи евреем, Шагал тем не менее создал целую галерею работ, на которых изображено распятие. Образ распятого Иисуса для Шагала является новым символом — переживающего смертные муки еврейства. Распятия в картинах Шагала — это ответ на действия нацистов, от которых он и сам пострадал в 1933 году, когда были уничтожены почти все его картины. «Белое распятие», как и картина современника Шагала Пабло Пикассо «Герника», стало предчувствием Холокоста.

## Описание
Картина «Белое распятие» подчёркивает страдания Иисуса и евреев. По сторонам происходят различные насильственные действия, такие как сжигание синагог, домов и захват евреев. В центре показано распятие Иисуса, одетого в талес вместо тернового венца и саван, как символ того, что он еврей. Фигура распятого Иисуса, изображённая на фоне цвета слоновой кости, простирается над миром, который подвергается разрушениям. У его ног горит семисвечный светильник. В верхней части картины показаны ветхозаветные персонажи, которые плачут, увидев, что происходит внизу. На переднем плане изображена текущая зелёная фигура с мешком за плечами. Эта фигура, которая появляется в нескольких работах Шагала, интерпретируется как любой еврейский путешественник или пророк Илья. В середине композиции показана лодка, которая ассоциируется с надеждой на спасение от нацистов.
В верхней правой части картины изображён флаг Литвы, которая в это время была ещё независимым государством. Кроме того, в верхней левой части картины есть красные флаги коммунизма. Преследование евреев было не только нацистским феноменом. Флаги на картине дают намёк на антисемитизм в этих странах. Печальная еврейская серьёзность здесь смыкается с простодушной серьёзностью французского примитивизма.
В картину было внесено[кем?][когда?] два изменения: свастика на повязке воина, который сжигает синагогу, закрашена, а также слова «Ich bin Jude» (рус. Я еврей) на плакате на шее человека.
Это любимая картина папы римского Франциска.